# Kirche Marzahn/Nord

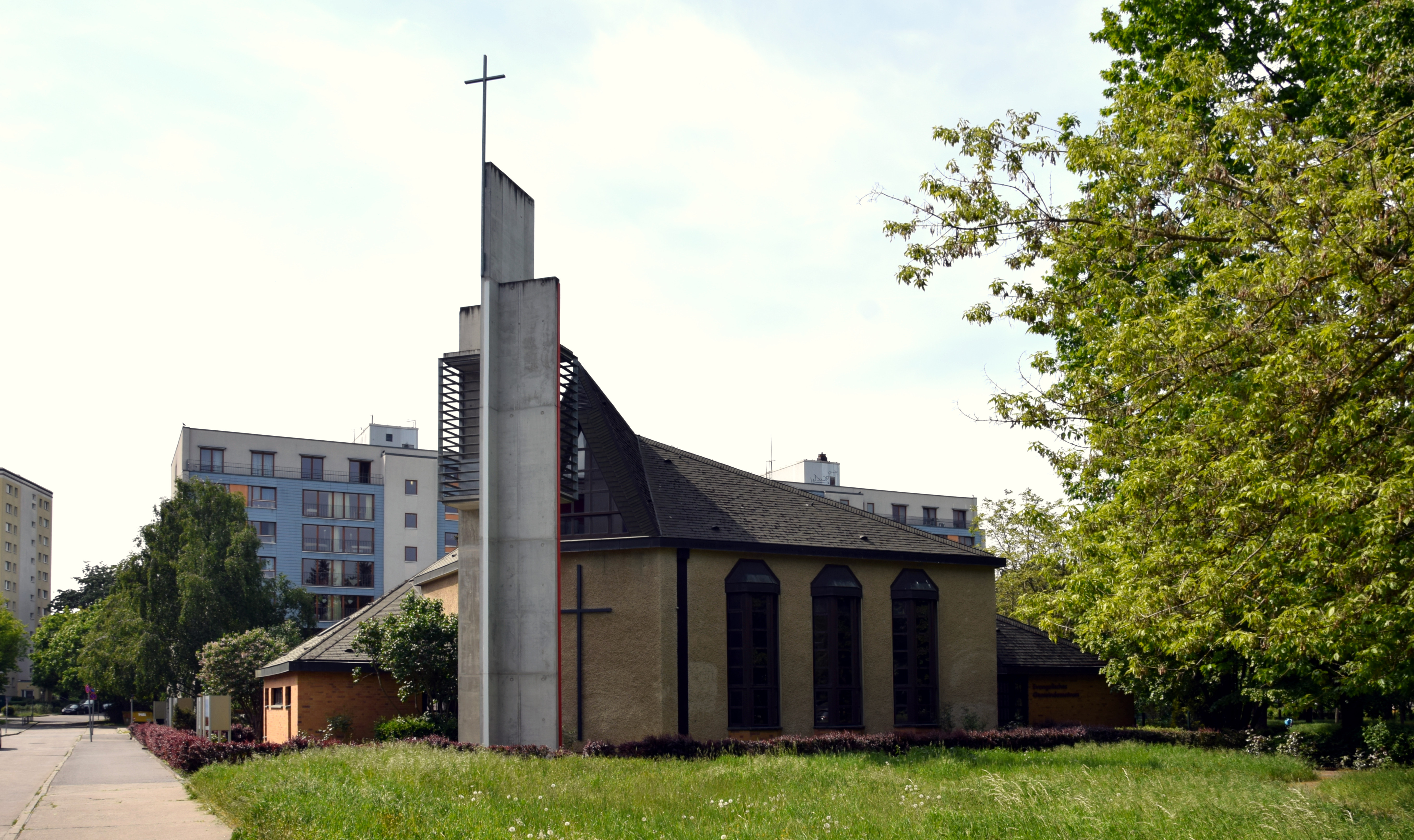
Kirche Marzahn/Nord

Die evangelische Kirche Marzahn/Nord ist ein Kirchengebäude in der Schleusinger Straße 12 des Berliner Ortsteils Marzahn. Sie entstand in einem Kirchenbauprogramm in der DDR.

## Geschichte

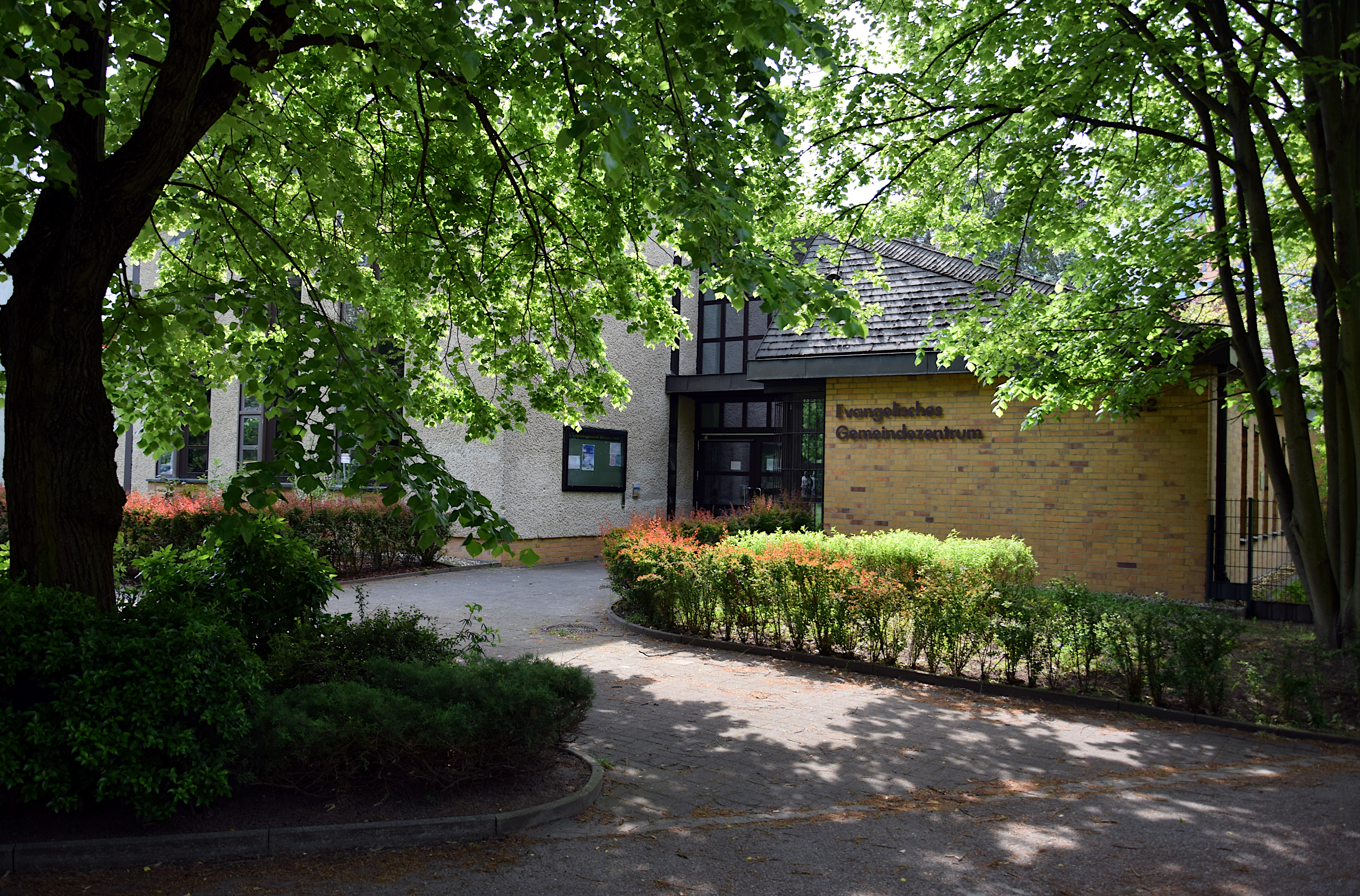
Gemeindezentrum

Die Evangelische Kirchengemeinde Marzahn/Nord wurde 1983 im Ost-Berliner Neubaugebiet Marzahn gegründet.  Ihr Anlaufpunkt war zunächst die evangelische  Dorfkirche in Alt-Marzahn. Eine Vierraumwohnung an der Ludwig-Renn-Straße kam als vorläufiger Treffpunkt hinzu.
Nachdem die katholische Kirche 1987 im Neubaugebiet einen Kirchenbau, die Kirche von der Verklärung des Herrn am Neufahrwasserweg, bekommen hatte, erhielt auch die evangelische Kirche einen Neubau. Er wurde vom VEB Ingenieurhochbau Berlin errichtet und am 12. März 1989 eröffnet. Die Festpredigt hielt der Bischof der Evangelischen Kirche Berlin-Brandenburg Gottfried Forck.
Der Saal fasst rund 300 Personen und bildet den Mittelpunkt des Gemeindezentrums. Das zeltartige Gebäude wurde im November 2012 mit einem Glockenturm ergänzt, dessen Bau dank Spenden der Gemeindemitglieder ermöglicht wurde. Im Innenraum steht ein Taufbecken mit einer kleinen Skulptur auf dem Deckel. Das zentrale Fenster oberhalb des Altars gibt den Blick auf den Glockenturm frei. 
Eine Orgel aus dem Jahr 1990 wurde 2021 durch ein elektronisches Instrument ersetzt.
Im Hof des Gemeindezentrums befindet sich ein Bibelgarten.
Von den etwas mehr als 100.000 Neubürgern des Wohngebiets waren etwa vier Prozent evangelische Christen. Der Zuzug von Spätaussiedlern aus der ehemaligen Sowjetunion in den 1990er Jahren war ein Einschnitt im Gemeindeleben. Seitdem bilden Spätaussiedler den Großteil der Gemeindeglieder. Die Gemeinde unterstützt die Integration der Neuankömmlinge mit Deutschstunden. Neben Gottesdiensten und Gesprächskreisen spielen Angebote für Kinder und Jugendliche sowie kulturelle Veranstaltungen eine große Rolle.
Die Zahl der Gemeindeglieder ist mit rund 4000 während der zurückliegenden Jahrzehnte stabil geblieben. Allerdings ist ein großer Teil inzwischen im Rentenalter.